# Vil·la Esperanza (Barcelona)
La Vil·la Esperanza és un edifici situat al passatge Isabel, 8 de Barcelona, catalogat com a bé amb elements d'interès (categoria C).

## Història
El 1836, l'Ajuntament d'Horta, propietari de l'anomenat Camp dels Albes, va decidir urbanitzar-lo, obrint-hi un carrer dedicat a la reina Isabel II i establint en emfiteusi les parcel·les a diversos particulars, a canvi d'una renda anual o cens. El sabater de Barcelona Francesc Tarragó i Guixà va obtenir dos solars de 30 pams d'amplada amb l'obligació de construir-hi una casa, invertint-hi 500 lliures en dos anys, així com deixar lliure un camí de 20 pams d'amplada entre la casa i el terreny destinat a hort o jardí. Casat amb Esperança Casas i Barba, va morir el 1882, deixant com a hereus els seus fills menors Francesc i Joaquim.
La casa va ser reformada el 1893 per l'arquitecte Andreu Audet i Puig, recentment titulat, i s'integra en el corrent artístic eclecticista d'inspiració romàntica. Actualment és propietat de l'artista Francesc Ruestes.

## Descripció
És una casa unifamiliar de planta quadrada, de planta baixa i pis i un gran badalot que presideix la coberta. Té l'accés per la façana principal i la planta s'organitza a partir de la caixa d'escala situada al centre de l'edifici. Disposa d'un jardí privat a l'altra banda del passatge amb font, bassa i altres elements arquitectònics d'estètica romàntica.
La façana principal està formada per una planta baixa amb obertures rectangulars que presenten unes llindes lleugerament arquejades amb guardapols superior de pedra profusament decorada amb dentell i elements geomètrics. La planta superior es caracteritza per una llotja formada per un ritme d'arcs de mig punt de maó amb capitells de pedra que per les seves dimensions i volada agafen el protagonisme d'aquesta planta.
La façana té elements horitzontals i verticals com pilastres, cornises, franges ceràmiques i emperlats de pedra. Els paraments estan fets amb fàbrica de maó vermell vist.
Una cornisa de pedra remata la planta superior, sobre la qual es recolzen uns merlets d'inspiració medieval amb perles de pedra adossades. Aquests elements amaguen la càmera de ventilació de la coberta catalana.
La coberta és plana, amb terrat. D'aquest surt un badalot que per les seves dimensions i ornamentació té la voluntat de ser l'element protagonista de l'edifici. Aquest element i la coronació del mòdul central de la façana utilitzen un repertori ampli de materials, decoracions i motllures diferents. El badalot està coronat per una coberta de pavelló, resolta amb escates de zenc i altres elements florals d'aquest material.
Artísticament cal destacar el treball de la pedra que s'utilitza per crear la decoració de les façanes amb motius florals i el nom de la vil·la coronant la façana. També són notables les reixes de ferro de fosa de les finestres i les sanefes de ceràmica de les franges horitzontals.